# Directory Service Markup Language
Le Directory Service Markup Language (DSML) est une représentation du contenu d'un annuaire LDAP, permettant l'interrogation et la modification des services d'annuaire dans un réseau informatique.
Cette représentation utilise le format XML. La version 2 a été standardisée par le consortium OASIS en 2001.
Alors que le format LDIF (définie dans la RFC2849) permet de définir le contenu d'un annuaire LDAP selon un formalisme « clé:valeur », le DSML en permet une représentation XML.

## Exemple du résultat DSML de l'interrogation d'un annuaire LDAP
```
<?xml version="1.0" encoding="UTF-8"?>

<batchResponse
 
xmlns=
"urn:oasis:names:tc:DSML:2:0:core"
>

  
<searchResponse>

      
<searchResultEntry
 
dn=
"uid=misterX,ou=People,dc=dsml,dc=sample"
>

      
<attr
 
name=
"objectClass"
>

        
<value>
person
</value>

        
<value>
organizationalPerson
</value>

        
<value>
inetOrgPerson
</value>

        
<value>
top
</value>

      
</attr>

      
<attr
 
name=
"givenName"
>
        
<value>
X
</value></attr>

      
<attr
 
name=
"title"
>
            
<value>
Mr
</value></attr>

      
<attr
 
name=
"uid"
>
              
<value>
misterX
</value></attr>

      
<attr
 
name=
"cn"
>
               
<value>
X
</value></attr>

      
<attr
 
name=
"sn"
>
               
<value>
Mister
</value></attr>

      
<attr
 
name=
"mail"
>
             
<value>
misterx@...
</value></attr>

      
<attr
 
name=
"ou"
>
               
<value>
People
</value></attr>

    
</searchResultEntry>

    
<searchResultDone>

      
<resultCode
 
code=
"0"
/>

    
</searchResultDone>

  
</searchResponse>

</batchResponse>

```

## Liens Externes
- Spécifications DSML v2.0
- Schéma xsd DSML v2.0
- DSML Tools